# Питерский, Виктор Васильевич
Виктор Васильевич Питерский (13 февраля 1939 — 8 ноября 2001) — советский и российский архитектор, член Союза архитекторов СССР (1972).

## Биография
Родился 13 февраля 1939 года в Новосибирске. Окончил Новосибирский инженерно-строительный институт имени В. В. Куйбышева (архитектурный факультет).
В 1977 году назначен главным архитектором проектов архитектурно-проектной мастерской 3 института «Новосибгражданпроект». Со времени основания в августе 1979 года Новосибметропроекта был его главным архитектором. До 1986 года — архитектор и руководитель группы в проектных институтах.
Руководитель проектных работ и сооружения первых станций Новосибирского метро: «Студенческой», «Речного вокзала», «Октябрьской», «Красного проспекта» и «Сибирской».
Для Омского метрополитена реализовал технопроект станций «Маршал Жуков», «Нахимовская» и «Авиационная».
Умер в Новосибирске. Похоронен на Гусинобродском кладбище (квартал 66).

## Награды
В 1987 году удостоен медали «За трудовое отличие».